# Jasiołka
Die Jasiołka (ursprünglich Jasieł) ist ein 76 km langer rechter Zufluss der Wisłoka in der Woiwodschaft Karpatenvorland in Polen. Er fließt westlich an der Stadt Krosno vorbei.
Der Name ist von urslawischen *(j)eš- (hell, klar; indoeuropäische *aidh-s-) abgeleitet, weil der Bergfluss hellen, felsigen Boden hatte. Die Namen der Städte Jasło sowie Jaśliska sind wahrscheinlich vom ursprünglichen Namen des Flusses abgeleitet. Nach Historiker war Jasiołka ein Grenzfluss zwischen Polen und dem Fürstentum Halytsch-Wolodymyr etwa bis zum Jahr 1340. Die Grenze könnte ein Echo der Teilung der Einflüsse von Böhmen und der Kiewer Rus im Stammgebiet der Wislanen oder Lendizen im 10. Jahrhundert sein.

## Geografie

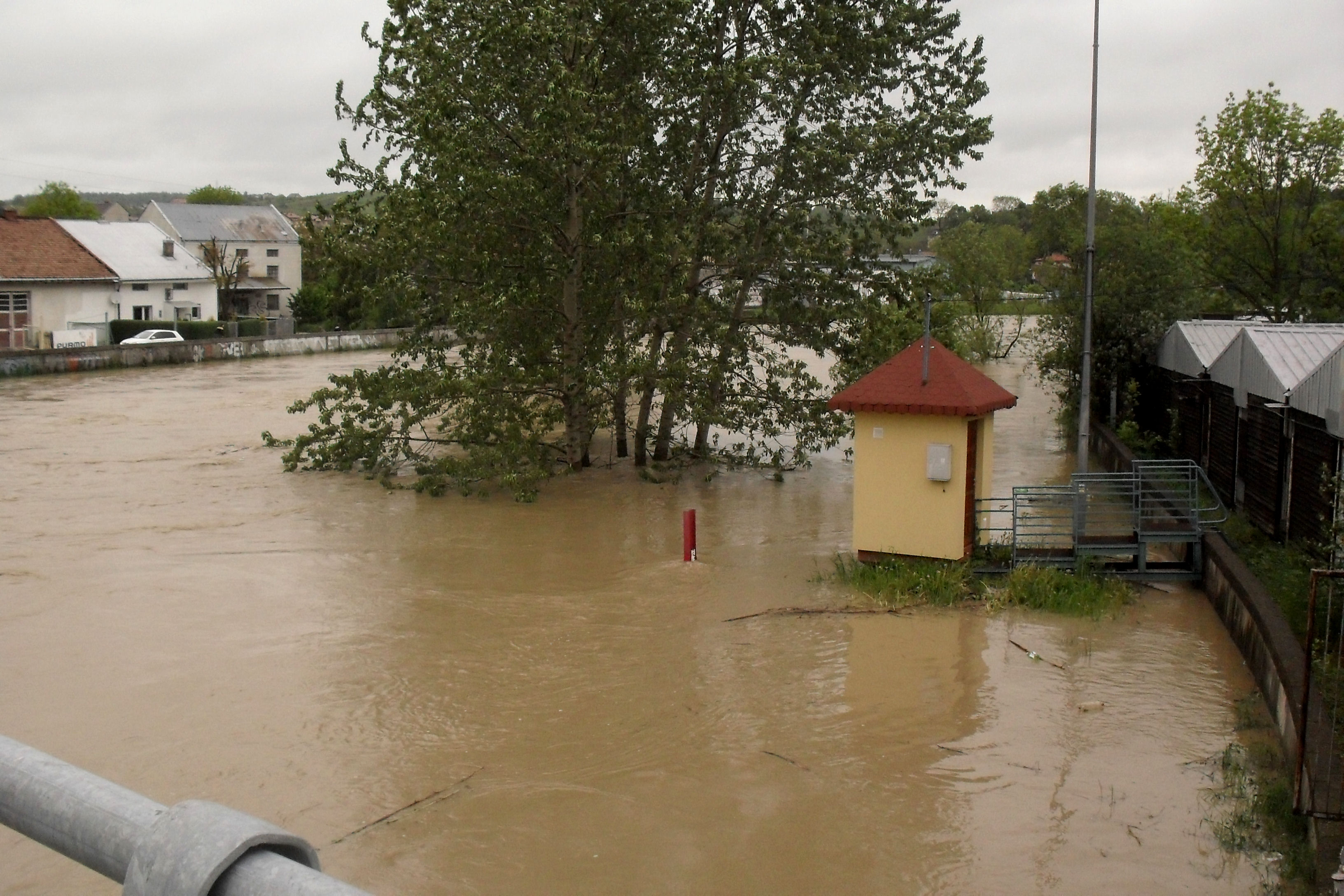
Hochwasser in Jasło am 17. Mai 2010

Der Fluss entspringt im Landschaftsschutzpark Jaśliski Park Krajobrazowy in den Niederen Beskiden nördlich des Duklapasses, fließt von dort im Wesentlichen in nördlicher Richtung und biegt bei Jedlicze nach Westen ab.
Das Einzugsgebiet wird mit 513,2 km² angegeben, die Schüttung an der Mündung mit 6,3 m³/s.